# 1. Kavallerie-Division (Reichswehr)
Die 1. Kavallerie-Division war ein militärischer Großverband der Reichswehr, dessen Stab in Frankfurt (Oder) stationiert war.

## Geschichte
Die Aufstellung von Reiter-Regimentern begann zum Teil direkt nach dem Ersten Weltkrieg aus der demobilisierten Armee des Kaiserreiches (Friedensheer). Zunächst wurden in der sogenannten Vorläufigen Reichswehr (Frühjahr 1919 bis Ende September 1919) und in der Zeit des Übergangheeres (1. Oktober 1919 bis Mai 1920) Regimenter gebildet. Durch die Bedingungen des Friedensvertrages von Versailles wurden 1921 dann drei reine Kavallerie-Divisionen aus jeweils sechs Reiter-Regimentern in der Reichswehr neu aufgestellt. Die Kavallerie war mit dem Karabiner 98 b und leichten Maschinengewehren ausgerüstet. Die Wehrmacht beschloss im Jahr 1934 die Auflösung der drei bestehenden Kavallerie-Divisionen. Die 1. Kavallerie-Division wurde zum Vorläufer der 24. Panzerdivision. Aus den Reiter-Regimentern 1 und 2 in Ostpreußen entstand die 1. Kavallerie-Brigade, die im Zweiten Weltkrieg wieder zur 1. Kavallerie-Division vergrößert wurde.

## Gliederung
Die Division unterstand dem Gruppenkommando 1 in Berlin. Der Divisionsstab war in Frankfurt (Oder) stationiert. Die unterstellten Verbände waren in der Provinz Brandenburg, der Provinz Pommern und der Provinz Ostpreußen disloziert und umfasste die folgenden neu aufgestellten Reiter-Regimenter:
- 1. (Preußisches) Reiter-Regiment in Tilsit (Stab, 1. und 4. Eskadron, Ausbildung) und Insterburg (2., 3.)
- 2. (Preußisches) Reiter-Regiment in Osterode/Ostpreußen (Stab, 2., 4., 6.) und Allenstein (1., 3., Ausb.)
- 3. (Preußisches) Reiter-Regiment in Rathenow (Stab, 2., Ausb.) und Stendal (1., 3., 4.)
- 4. (Preußisches) Reiter-Regiment in Potsdam (Stab, 1., 3., Ausb.) und Perleberg (2., 4.)
- 5. (Preußisches) Reiter-Regiment in Stolp (Stab, 3., 4., Ausb.) und Belgard (1., 2.)
- 6. (Preußisches) Reiter-Regiment in Pasewalk (Stab, 1., Ausb.), Schwedt (2., 4.) und Demmin (3., 6.)

## Kommandeur
| Dienstgrad                                          | Name                             | Datum                                |
| --------------------------------------------------- | -------------------------------- | ------------------------------------ |
| Generalmajor/Generalleutnant                        | Rudolf von Horn                  | 1. Mai 1920 bis 1. Juni 1921         |
| Generalmajor                                        | Otto Freiherr von Tettau         | 1. Juni 1921 bis 1. April 1923       |
| Generalmajor/Generalleutnant/General der Kavallerie | Walther von Jagow                | 1. April 1923 bis 1. Mai 1927        |
| Generalleutnant                                     | Ulrich von Henning auf Schönhoff | 1. Mai 1927 bis 1. Februar 1929      |
| Generalleutnant                                     | Georg Brandt                     | 1. Februar 1929 bis 1. Dezember 1929 |
| Generalmajor/Generalleutnant                        | Fedor von Bock                   | 1. Dezember 1929 bis 1. Oktober 1931 |
| Generalmajor/Generalleutnant                        | Werner Freiherr von Fritsch      | 1. Oktober 1931 bis 1. Oktober 1932  |
| Generalmajor/Generalleutnant                        | Ludwig Beck                      | 1. Oktober 1932 bis 1. Oktober 1933  |
| Generalleutnant                                     | Hans Feige                       | 1. Oktober 1933 bis 1. April 1935    |

## Chefs des Stabes
- Oberst Eduard von Rotberg: von der Aufstellung bis 1. Mai 1922
- Oberstleutnant Alexander Neubronn von Eisenburg: vom 1. November 1922 bis 1. März 1925
- Oberstleutnant/Oberst Wilhelm Knochenhauer: ab 1925
- Oberstleutnant Günther von Kluge: von 1928 bis 1. Februar 1930
- Oberstleutnant/Oberst Maximilian von Weichs: vom 1. März 1930 bis 1. April 1933
- Oberst Rudolf Koch-Erpach: bis 1. April 1934
- Oberstleutnant/Oberst Bogislav von Studnitz: vom 1. April 1934 bis 1. April 1935